# Simona Molinari

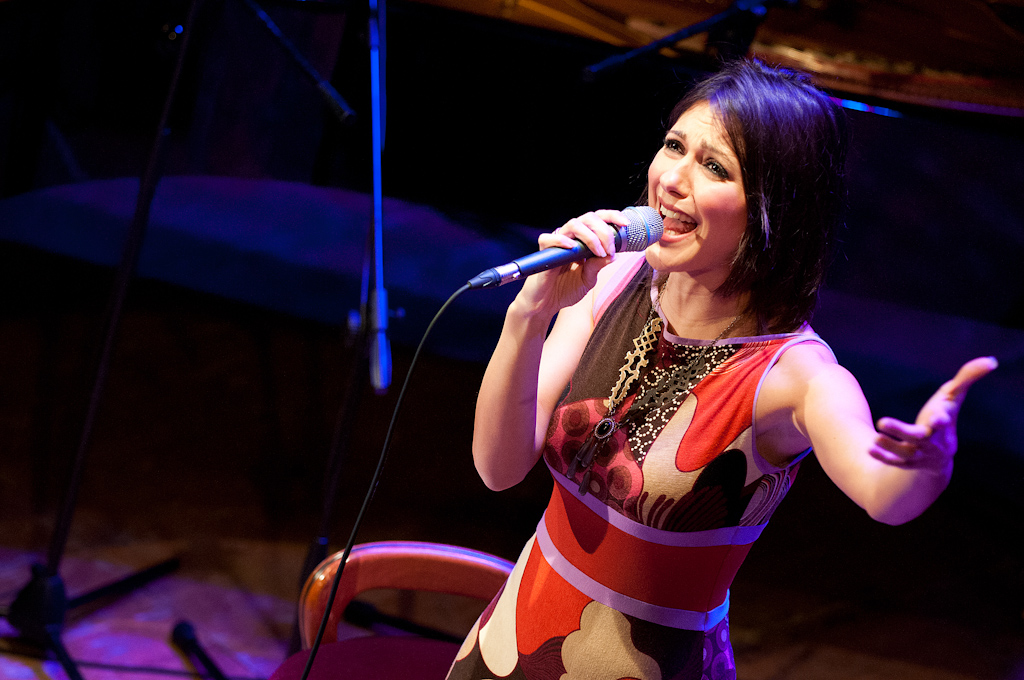
Simona Molinari (2012)

Simona Molinari (* 23. Februar 1983 in Neapel) ist eine italienische Pop- und Jazzmusikerin.

## Karriere
Molinari, die in L’Aquila aufwuchs, begann schon als Kind mit dem Singen und spezialisierte sich im weiteren Verlauf auf Pop und Jazz. Sie studierte u. a. am Konservatorium L’Aquila und sammelte musikalische Erfahrungen in Neapel und Rom. Bald trat auf der Theaterbühne in Erscheinung, etwa in Zusammenarbeit mit Michele Placido und Caterina Vertova. In einer italienischen Inszenierung des Musicals Jekyll & Hyde war sie zusammen mit Giò Di Tonno zu sehen.
Im Jahr 2008 war Molinari (neben Arisa) eine der zwei Siegerinnen von SanremoLab, wodurch sie sich für die Newcomer-Kategorie des Sanremo-Festivals 2009 qualifizierte. Dort erreichte sie mit dem Lied Egocentrica den fünften Platz und wurde so bei einem größeren Publikum bekannt. Im Verleih des Major-Labels Warner veröffentlichte sie daraufhin ihr Debütalbum Egocentrica. Ebenfalls 2009 trat Molinari in mehreren Benefizinitiativen zugunsten der Opfer des Erdbebens von L’Aquila in Erscheinung, darunter das Konzert Amiche per l’Abruzzo.
Mit der Sängerin Ornella Vanoni, mit der Molinari bereits in Sanremo an einem Abend zusammen aufgetreten war, veröffentlichte die Musikerin 2010 das Duett Amore a prima vista, das die Top 10 der italienischen Singlecharts erreichen konnte. Es folgte das zweite Album Croce e delizia. 2011 erschien das dritte Album Tua, auf dem Molinari u. a. mit dem amerikanischen Musiker Peter Cincotti zusammenarbeitete. Das Duett In cerca di te, Cover eines erstmals von Natalino Otto 1944 aufgenommenen Liedes, wurde ein Radiohit.
Zusammen mit Peter Cincotti ging Molinari auch beim Sanremo-Festival 2013 ins Rennen, wo sie in der Hauptkategorie die Lieder Dr. Jekyll Mr. Hyde und La felicità präsentierte. Das Duo erreichte im Finale den 13. Platz. Im Anschluss erschien das Album Dr. Jekyll Mr. Hyde. 2014 kehrte die Musikerin für einen Abend als Duettpartnerin von Renzo Rubino nach Sanremo zurück und war als Maria Magdalena in einer Inszenierung des Musicals Jesus Christ Superstar zu sehen. 2015 legte sie das Coveralbum Casa mia vor.
Im Film C’è tempo von Walter Veltroni übernahm Molinari 2019 eine der Hauptrollen. 2021 unterschrieb sie einen neuen Plattenvertrag bei BMG.

## Diskografie

### Alben
| Jahr | Titel               | Höchstplatzierung, Gesamtwochen, AuszeichnungChartsChartplatzierungen (Jahr, Titel, Platzierungen, Wochen, Auszeichnungen, Anmerkungen) | Anmerkungen                |
| Jahr | Titel               | IT | Anmerkungen                |
| ---- | ------------------- | --- | -------------------------- |
| 2009 | Egocentrica         | IT75 (1 Wo.)IT | Atlantic/Warner            |
| 2010 | Croce e delizia     | — | Atlantic/Warner            |
| 2011 | Tua                 | IT29 (6 Wo.)IT | Atlantic/Warner            |
| 2013 | Dr. Jekyll Mr. Hyde | IT16 (8 Wo.)IT | Atlantic/Warner            |
| 2015 | Casa mia            | IT28 (5 Wo.)IT | Atlantic/Warner Coveralbum |

### Singles (Auswahl)
| Jahr | Titel Album                         | Höchstplatzierung, Gesamtwochen, AuszeichnungChartsChartplatzierungen (Jahr, Titel, Album, Platzierungen, Wochen, Auszeichnungen, Anmerkungen) | Anmerkungen                             |
| Jahr | Titel Album                         | IT | Anmerkungen                             |
| ---- | ----------------------------------- | --- | --------------------------------------- |
| 2009 | Egocentrica                         | IT21 (2 Wo.)IT |                                         |
| 2010 | Amore a prima vista Croce e delizia | IT10 (4 Wo.)IT | mit Ornella Vanoni                      |
| 2011 | Forse Tua                           | IT47 (2 Wo.)IT | feat. Danny Diaz                        |
| 2011 | In cerca di te Tua                  | IT28 (14 Wo.)IT | feat. Peter Cincotti                    |
| 2013 | La felicità Dr. Jekyll Mr. Hyde     | IT13 Gold · (9 Wo.)IT | feat. Peter Cincotti Verkäufe: + 15.000 |
| 2013 | Dr. Jekyll Mr. Hyde                 | IT96 (1 Wo.)IT | feat. Peter Cincotti                    |